# У зидинама Ерикса
„У зидинама Ерикса” (енгл. In the Walls of Eryx) је приповетка америчких писаца Хауарда Филипса Лавкрафта и Кенета Стерлинга, написана у јануару 1936. и први пут објављена у часопису Weird Tales у октобру 1939. године. Ово је научнофантастична прича која укључује истраживање свемира у блиској будућности.

## Радња
Радња се одвија у будућности, када је човечанство већ развило свемирска путовања и почело да истражује Венеру. Тамо откривају вредне кристалне кугле које се могу користити као извор електричне енергије, као и расу примитивних људи-гуштера који жарко чувају кристале и нападају све људе који покушају да их узму.
Приповедач, Кентон Џ. Стенфилд, један је од многих истраживача који су ангажовани на прикупљању кристала. Опремљен је апаратом за дисање који се напаја коцкама кисеоника (пошто Венерина атмосфера не може да одржи људски живот) и има кожно заштитно одело, као и „пламени пиштољ” за употребу против људи-гуштера.
Док је на рутинској мисији, приповедач се сусреће са бизарном структуром: лавиринтом чије су зидине потпуно невидљиве, унутар којег се налази необично велики кристал, а држи га држи мртви трагач. Приповедач, осећајући се увереним да може да мапира лавиринт, креће до центра након што је узео кристал како би истражио структуру. Међутим, убрзо открива да је погрешно проценио лавиринт и не може да пронађе улазну тачку.
Заробљен је у лавиринту, а залихе кисеоника и воде постепено му понестају, док људи-гуштери убрзо почињу да се окупљају на спољашњој страни лавиринта да би га посматрали и исмевали. Схватајући узалудност своје ситуације, приповедач почиње да схвата религијски значај кристала за људе-гуштере, а такође утврђује да природа лавиринта као изграђене структуре, и као замке, указује на то да су људи-гуштери заправо интелигентнији него што их Земљани сматрају. Временом увиђа да ће га дочекати иста судбина као и претходног трагача.
Умирући, приповедач излаже своја запажања на футуристичком свитку за снимање. Он описује како је у својим последњим тренуцима развио осећај сродства са људима-гуштерима, и моли своје претпостављене да оставе Венеру, људе-гуштере и кристале на миру, јер они садрже мистерије које човечанство не може да схвати, а такође тврди да нема ни потребе да их човечанство експлоатише.
Приповедачево сведочење, заједно са његовим телом, убрзо проналази група за трагање, која открива додатни излаз одмах иза тла где је Стенфилд умро, који је трагачу промакао када је покушао да мапира лавиринт. Међутим, његове умируће молбе да човечанство остави Венеру на миру његови послодавци одбацују као душевну растројеност узроковану његовом очајном ситуацијом, а уместо тога компанија за рударење кристала одлучује да употреби драконске мере да потпуно уништи људе-гуштере.

## Анализа
Име главног лика приче, Кентона Џ. Стенфилда, веома подсећа на име њеног коаутора, Кенета Џ. Стерлинга. „Ерикс”, или „Брда Ерикса”, је (измишљена) огромна висораван на Венери. За разлику од стварне планете, Лавкрафтова Венера има тропску климу и испуњена је бујним, мочварним џунглама, иако је њена атмосфера отровна за људе, док у исто време није толико опасна да захтева херметички затворена свемирска одела.
У причи су евидентне теме предрасуда, верске нетрпељивости и дискриминације. Верује се да су референце у причи на „мигољеве акмане” и „ефџеј-коров” игре речи са именом Фореста Џ. Акермана, дописника са којим се Лавкрафт сукобио због његове критике приче Кларка Ештона Смита.
Прича садржи неколико других оваквих игри речи, укључујући референце на „фарнот муве” (по Фарнсворту Рајту, уреднику часописа Weird Tales) и „уграте” (по надимку „Хуго Пацов” који је Лавкрафт дао Хугу Гернсбеку, уреднику часописа Wonder Stories).

## Писање
Стерлинг, средњошколац из Провиденса који се спријатељио са Лавкрафтом претходне године, дао је Лавкрафту нацрт приче у јануару 1936. године. Овај нацрт је укључивао идеју невидљивог лавиринта — концепт који је изведен из приче „Чудовишни бог Мармута” Едмонда Хамилтона, објављене у издању часописа Weird Tales из августа 1926. године, у којој је приказана невидљива зграда у пустињи Сахара.
Лавкрафт је темељно преправио Стерлингов нацрт, продуживши причу на 12.000 речи (са оригиналних 6.000–8.000). Иако оригинални нацрт није сачуван, верује се да је већина прозе у објављеној верзији Лавкрафтова.

## Пријем
Причу су одбили часописи Weird Tales, Astounding Stories, Blue Book, Argosy, Wonder Stories и можда Amazing Stories. Након Лавкрафтове смрти, поново је послата у Weird Tales и коначно је објављена у издању из октобра 1939. године.